# Albert Thys (zakenman)

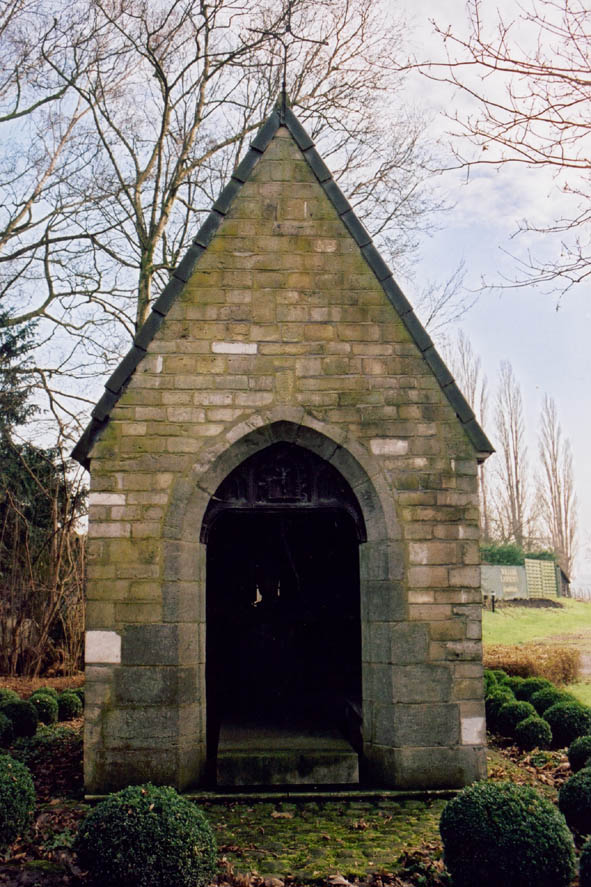
Grafkapel van ridder Thys ten zuiden van de Lintkasteelstraat

Albert Thys (Elsene, 2 augustus 1912 - Grimbergen, 22 oktober 1981) was een Belgisch zakenman. Hij was voorzitter van Electrobel en Intercom en gold tijdens zijn leven als 'de grote man van de elektriciteit in België'.
Albert Thys was de zoon van William Thys (1886-1935) en Emma Marie-Joséphine Domken en de kleinzoon van de koloniaal en ondernemer Albert Thys (1849-1915). Hij huwde in 1939 Solange Denoncin (1920-2001). Zijn jongere zus, Marianne Thys (°1917), huwde in 1940 met ridder Manuel Gernaert (1911-1998), die in 1956 het Kasteel de Eiken in Humbeek kocht.
Thys kocht in 1946 het Lintkasteel in Grimbergen en liet de vervallen eigendom ombouwen tot een prestigieus landgoed. Hij kocht ook de naburige Sint-Niklaashoeve om er onder meer zijn rijke collectie koetsen onder te brengen.
In september 1957 werd hij bij de oprichting van de Nucleaire Stichting lid van de raad van beheer van deze instelling.
Albert Thys werd in 1964 verheven in de erfelijke Belgische adel met de titel van ridder, overgaand bij recht van eerstgeboorte. Van Thys werd gezegd dat hij "iedereen" kende. Hij hield ook heel erg van Brussel, haar instellingen en haar erfgoed. Om die redenen aanvaardde hij bij de oprichting van de vzw Kunstwijk in 1967 de eerste voorzitter van de Raad van Beheer van die vzw te worden, terwijl de Prins van Luik voorzitter van het Erecomité werd.
Na de dood van Thys werd zijn woonst in 1984 door zijn erfgenamen verkocht aan zakenadvocaat Alfons Puelinckx (°1937) en hooglerares Maria Coene.
Hij werd begraven in het familiegraf in Dalhem, in de provincie Luik. Zijn grafkapel (een herdenkingskapel) bevindt zich in de nabijheid van het Lintkasteel, ten zuiden van de Lintkasteelstraat. Het is een natuurstenen kapel onder kunstleien zadeldak bekroond door een ijzeren kruis. Op de grafsteen staat te lezen "ALBERT EDOUARD WILLIAM/ CHEVALIER THYS".